# Scum of the Earth
Scum of the Earth – amerykańska grupa muzyczna wykonująca muzykę z gatunku heavy metal. Zespół został założony w roku 2003 przez Mike’a Riggsa i Johna Tempesta po rozpadzie zespołu White Zombie, gdy Rob Zombie zdecydował się na karierę solową. Grupa wydała trzy albumy.
Nazwa zespołu została zapożyczona z piosenki "Scum of the Earth" z albumu Roba Zombie, The Sinister Urge.

## Dyskografia
- Blah...Blah...Blah... Love Songs for the New Millennium (2004)
- Sleaze Freak (2007)
- The Devil Made Me Do It (2012)